# Mala sirena (statua)
Mala sirena (dan. Den lille Havfrue) je bronzana statua Edvarda Eriksena, prikazujući sirenu koja postaje čovek. Skulptura je prikazana na steni pored vode na šetalištu Langelinie u Kopenhagenu u Danskoj. Visoka je 1,25 m (4,1 ft) i teška 175 kg (385 lb).
Sirena je među ikonskim statuama koje simbolizuju gradove; ostali uključuju: Maneken Pis u Briselu, Kip slobode u Njujorku i Hristosa spasitelja u Rio de Žaneiru. U nekoliko slučajeva gradovi su naručili statue u takve svrhe, poput singapurskog Merliona.

## Istorija
Kip je naručio 1909. godine Karl Jakobsen, sin osnivača Karlsberga, koji je bio fasciniran baletom o bajci u Kraljevskom pozorištu u Kopenhagenu i zatražio od balerine Elen Prajs da pozira za statuu. Vajar Edvard Eriksen stvorio je bronzanu statuu koja je otkrivena 23. avgusta 1913. Glava statue oblikovana je po uzoru na Prajs, ali kako balerina nije pristala da se pozira naga, za telo je korišćena vajarova supruga Elin Eriksen.
Gradsko veće Kopenhagena je organizovalo premeštanje statue u Šangaj u Danski paviljon za vreme trajanja Ekspa 2010 (od maja do oktobra), što je prvi put da je zvanično premešteno sa svog sedišta otkako je postavljena skoro vek ranije. Dok je statua bila u Šangaju, autorizovana kopija bila je izložena na steni kod jezera u obližnjim Tivolskim vrtovima u Kopenhagenu. Službenici Kopenhagena razmatrali su premeštanje statue na nekoliko metara u luku kako bi obeshrabrili vandalizam i sprečili turiste da se penju na nju, ali prema podacima od maja 2014. statua ostaje na kopnu na obali vode kod Langelinie.

### Vandalizam
Kip je bio oštećen i nagrđen mnogo puta od sredine šezdesetih godina prošlog veka iz različitih razloga, ali je svaki put restauriran.
Dana 24. aprila 1964. glavu kipa odsekli su i ukrali politički orijentisani umetnici Situacionističkog pokreta, među njima i Jergen Naš. Glava nikada nije pronađena, te je nova glava napravljena i postavljena na statuu. Dana 22. jula 1984. dva mladića su joj odsekla desnu ruku, i vratili je dva dana kasnije. Godine 1990, pokušaj odsecanja glave statue ostavio je dubok usek na vratu od 18 cm.
Dana 6. januara 1998. statua je ponovo obezglavljena; krivci nikada nisu pronađeni, ali je glava vraćena anonimno u obližnju televizijsku stanicu i ponovo postavljena 4. februara. U noći 10. septembra 2003, statua je srušena sa baze eksplozivom i kasnije pronađena u vodama luke. Rupe su stvorene eksplozijom u zglobu i kolenu sirene.
Boja je nekoliko puta bila bačena na statuu, uključujući jednu epizodu 1963. i dve u martu i maju 2007. Dana 8. marta 2006. na ruci statue pričvršćen je dildo, preko njega je bačena zelena boja i na njemu je napisan datum 8. mart. Pretpostavlja se da je ovaj vandalizam povezan sa Međunarodnim danom žena, koji je 8. marta. Kip je pronađen natopljen crvenom bojom 30. maja 2017. godine sa porukom „Danska brani kitove Farskih ostrva“, što je referenca na kitolov na Farskim ostrvima (autonomnoj oblasti u Kraljevini Danskoj), napisano na zemlji ispred statue. Oko dve nedelje kasnije, 14. juna, statua je bila natopljena plavom i belom bojom. „Befri Abdulle“ (Oslobodite Abdulu) bilo je napisano ispred statue, ali nije bilo jasno na šta se to u to vreme odnosilo. Kasnije, policija je saopštila da se u tekstu verovatno misli na Abdulu Ahmeda, somalijskog izbeglicu koji je od 2001. godine u pritvoru u jedinici visokog stepena bezbednosti u Danskoj. Dana 13. januara 2020. pristalice protesta u Hongkongu 2019–20 na kamenu na kojem je statua postavljena ispisali su „Slobodni Hong Kong“. Dana 3. juna 2020. godine, nakon protesta povodom smrti Džordža Flojda i pokreta Crni životi su važni, statua je vandalizovana rečima „rasistička riba“ izgrebanim na kamenoj podlozi, što je posmatrače i specijaliste ostavilo zbunjenim, jer se ništa u vezi sa statuom, H.C. Andersenom ili njegovom bajkom može protumačiti kao rasističko.

## Kopije
Osim izloženog kipa, koji je replika originala, više od trinaest neoštećenih kopija kipa nalazi se širom sveta, po evidenciji Sirena sveta, uključujući Solvang u Kaliforniji; Kimbalton u Ajovi; Pjatra Njamc u Rumuniji; Torehon de Ardos u Madridu u Španiji; Seul u Južnoj Koreji; i kopija u pola veličine u Kalgariju u Alberti, Kanada. Grob dansko-američkog zabavljača Viktora Borge takođe sadrži kopiju. Kopenhagenski aerodrom takođe ima kopiju sirene zajedno s kipom Andersena.

## Napomene
1. ↑  Prema nemačkom časopisu Der Spiegel, statua koja se nalazi u luci u Kopenhagenu uvek je bila tačna kopija, a naslednici vajara su original čuvali na neotkrivenom mestu.[1]

## Literatura
- „Søllerød Den Lille Havfrue”. danskefilm.dk (на језику: дански). Приступљено 16. 3. 2017.
- „Products and prices”. The Little Mermaid. The Partnership of Sculptor Edvard Eriksen's Heirs. Архивирано из оригинала 08. 02. 2012. г. Приступљено 25. 8. 2019.
- „Monumenti: La Sirenetta”. Архивирано из оригинала 14. 3. 2017. г.
- RagusaNews (18. 8. 2011). „Visita dei sommozzatori iblei alla statua di una sirena”. ragusanews.com. Приступљено 23. 3. 2018.

## Spoljašnje veze
- Zvanični veb-sajt
- „Denmark: Facebook blocks Little Mermaid over 'bare skin'”. BBC News. 4. 1. 2015.
- The Grand Rapids Press (4. 4. 2009). „Artists Rights Society drops fight against Greenville's 'Little Mermaid' statue”. MLive. Приступљено 21. 7. 2020.
- Little Mermaid statue found in International Peace Gardens